# Opération Regenbogen (Arctique)
Opérations navales dans l'Arctique durant la Seconde Guerre mondiale
Batailles
Bataille de l'Atlantique (1939-1945) : Convois de l'Arctique
L'opération Regenbogen (Rainbow) était une sortie de la Kriegsmarine en décembre 1942 dans l'océan Arctique pour intercepter le convoi JW 51B britannique de ravitaillement de l'URSS pendant la Seconde Guerre mondiale. L'opération a abouti à la bataille de la mer de Barents le 31 décembre 1942.

## Contexte
À la suite des déconvenues du convoi PQ 17 en été 1942 et PQ 18 en automne, les convois alliés de ravitaillement à l'Union soviétique avaient été temporairement suspendues. En décembre 1942, une nouvelle série de convois JW/RA furent remis en service. Contre cette possibilité, la Kriegsmarine avait concentré une grande force de navires de surface et d'U-boote, avec l'appui des avions de la Luftwaffe.

## Plan allemand
Regenbogen était basé sur un plan pour intercepter le prochain convoi allié à Mourmansk. Une ligne de patrouille de quatre U-boot a été établie au large de l'île aux Ours et une force de surface composée de croiseurs Admiral Hipper, Lützow et de six destroyers (Friedrich Eckholdt, Richard Beitzen, Theodor Riedel, Z 29, Z 30 et Z 31) a été réunie à Altafjord. En cas de signalement d'arrivée de convoi, la flotte naviguera comme deux groupements tactiques ; l'un pour engager les escorteurs et l'autre pour attaquer les navires marchands. La force allemande a été handicapée par les ordres stricts d'Adolf Hitler de ne pas prendre de risques excessifs avec les navires capitaux, ce qui a conduit à une faiblesse de l'attaque. Regenbogen a également été entravé par un objectif supplémentaire d'envoyer Lützow dans l'Atlantique à la suite de l'action, qui a également conduit à une réticence à prendre des risques.

## Action
Le 22 décembre 1942, le convoi JW 51B a quitté Scapa Flow  pour retrouver son escorte au large de l'Islande le 25 décembre et a navigué pour Mourmansk. Le convoi a été détecté par U-354 le 30 décembre et la flottille allemande a navigué d'Altafjord le même jour sur une ligne d'interception. Dans la bataille de la mer de Barents, l'opération Regenbogen eut un certain succès. Admiral Hipper a pu occuper l'escorte comme prévu, permettant à Lützow de se rapprocher du convoi. Une prudence excessive de la part du capitaine du Lützow le fit interrompre l'attaque après avoir causé peu de dégâts.

## Conséquences
L'attaque allemande contre le convoi JW 51B fut donc un échec complet puisque tous les navires marchands atteignirent leurs destinations soviétiques.
L'échec de l'opération peut être attribué à la défense énergique de l'escorte du convoi et aux ordres restrictifs et contradictoires donnés par Hitler au commandant de la force. Hitler était furieux quand il a entendu parler de la performance lamentable de la Kriegsmarine. Il a soumis le grand amiral Erich Raeder, le chef de la Kriegsmarine, à une tirade de 90 minutes, dans laquelle il a réprimandé l'inutilité de la flotte de surface allemande, et a annoncé une décision de mettre au rebut tous ses navires et d'utiliser ses canons et ses hommes comme défenses à terre. Le grand amiral s'est senti incapable de continuer sans la confiance de son chef et a offert sa démission, qui a été acceptée. Il a été remplacé par l'amiral Karl Dönitz, le commandant de la flotte de sous-marins.

### Articles externes
- Convoi PW51B - Site Naval-History
- Bataille de la mer de Barents